# Jesseren
Jesseren est une section de la ville belge de Tongres-Looz située en Région flamande dans la province de Limbourg. C'était une commune à part entière avant la fusion des communes de 1971.

## Toponymie
de Jesseram (1079), Gesselin (1096), Ivsherin (1101), Iusserin (1111), Gisserin (1136), Jescherne (1218), Ieschern (1218-29)

## Démographie

### Évolution démographique
- Sources : INS, Rem. : 1831 jusqu'en 1970 = recensements[3].